# 비디오 레인져 007
"비디오 레인져 007"은 한국에서 제작된 이성우 감독의 1984년 애니메이션, 가족, SF, 액션 영화이다. 정욱 등이 제작에 참여하였다.

## 출연
- 강토: 가토리 타카시 역
- 에레나: 로렌스 올리비아 역

## 스태프
- 제작: 정욱
- 기획: 안현동
- 각본: 서현재
- ■원화작감: 박설형, 홍재호
- ■원화: 문덕성, 박시옥, 심상일, 오명종, 오정환, 박치만, 조성옥, 이명섭, 최용규
- ■동화작감: 유창신
- ■동화: 유상근, 정순자, 김종진, 김수경, 홍사학, 황혜경, 장명길, 김병순, 이성주, 이은규, 이종만, 지은희, 오윤호, 김효식, 김일, 박정옥, 강서기, 현빈이, 이영호, 손명희, 박재옥, 조은심, 정해상, 정광록, 홍영덕, 변광원, 김세훈, 김명섭
- ■선화지휘: 이은경
- ■선화: 강현숙, 김정자, 박인숙, 조영자, 김연희, 강성녀, 백미애, 이은숙, 강신화, 김명림, 장인영, 심현수, 최성예
- ■채화지휘: 한미라
- ■채화: 윤종숙, 신은영, 곽해경, 정운례, 최은숙, 강경희, 이성희, 신난영, 김점순, 김희란, 김주형, 윤명옥, 이인선, 황호순, 허현정, 이종숙, 장정미, 문연림, 박충원, 최원희, 정미애, 오신자, 문영숙, 이윤미, 오명주, 김양숙, 백은희, 강영묘, 고승희, 박준호, 김경배
- ■검사: 김명숙
- ■그림효과: 배상준 (「배상중」명의), 김영훈
- ■미술작화: 임종우
- ■미술지휘: 전극선, 박용일
- ■미술: 김희연, 여운홍, 박래도, 최미향, 신옥철, 김경자, 김준현
- ■촬영지휘: 이성우
- ■촬영: 정재복, 최성일, 조재경, 현상민, 전문호, 강명, 이명석, 이관영, 유진호, 강선애
- ■진행: 강민수, 유영춘, 부영순, 백승균
- ■편집: 전병태
- ■녹음: 영화진흥공사 (현·영화진흥위원회)
- ■음악: 김경일
- ■효과: 양대호
- ■현상: 영화진흥공사 (현·영화진흥위원회)
- 연출: 이성우
- 총지휘: 정욱

## 같이 보기
- 비디오전사 레자리온[1][2]